# Cantonul Rethel
Cantonul Rethel este un canton din arondismentul Rethel, departamentul Ardennes, regiunea Champagne-Ardenne, Franța.

## Comune
| Comune             | Populație (1999) | Cod poștal | Cod INSEE |
| ------------------ | ---------------- | ---------- | --------- |
| Acy-Romance        | 443              | 08300      | 08001     |
| Amagne             | 705              | 08300      | 08008     |
| Ambly-Fleury       | 151              | 08130      | 08010     |
| Arnicourt          | 139              | 08300      | 08021     |
| Barby              | 352              | 08300      | 08048     |
| Bertoncourt        | 147              | 08300      | 08062     |
| Biermes            | 246              | 08300      | 08064     |
| Coucy              | 488              | 08300      | 08133     |
| Doux               | 76               | 08300      | 08144     |
| Mont-Laurent       | 75               | 08130      | 08306     |
| Nanteuil-sur-Aisne | 125              | 08300      | 08313     |
| Novy-Chevrières    | 549              | 08300      | 08330     |
| Rethel             | 8 052            | 08300      | 08362     |
| Sault-lès-Rethel   | 1 919            | 08300      | 08403     |
| Seuil              | 166              | 08300      | 08416     |
| Sorbon             | 216              | 08300      | 08427     |
| Thugny-Trugny      | 243              | 08300      | 08452     |